# Сандвикен
Сандвикен (швед. Sandviken) — город в Швеции в лене Евлеборг.
Население — 22 574 жителей (по данным 2005 года).
Город является крупным центром производства стали. В нём расположены головные предприятия и главный офис сталелитейной компании Sandvik. Хоккейный клуб Сандвикенс АИК (Sandvikens AIK) — неоднократный чемпион Швеции по хоккею с мячом.

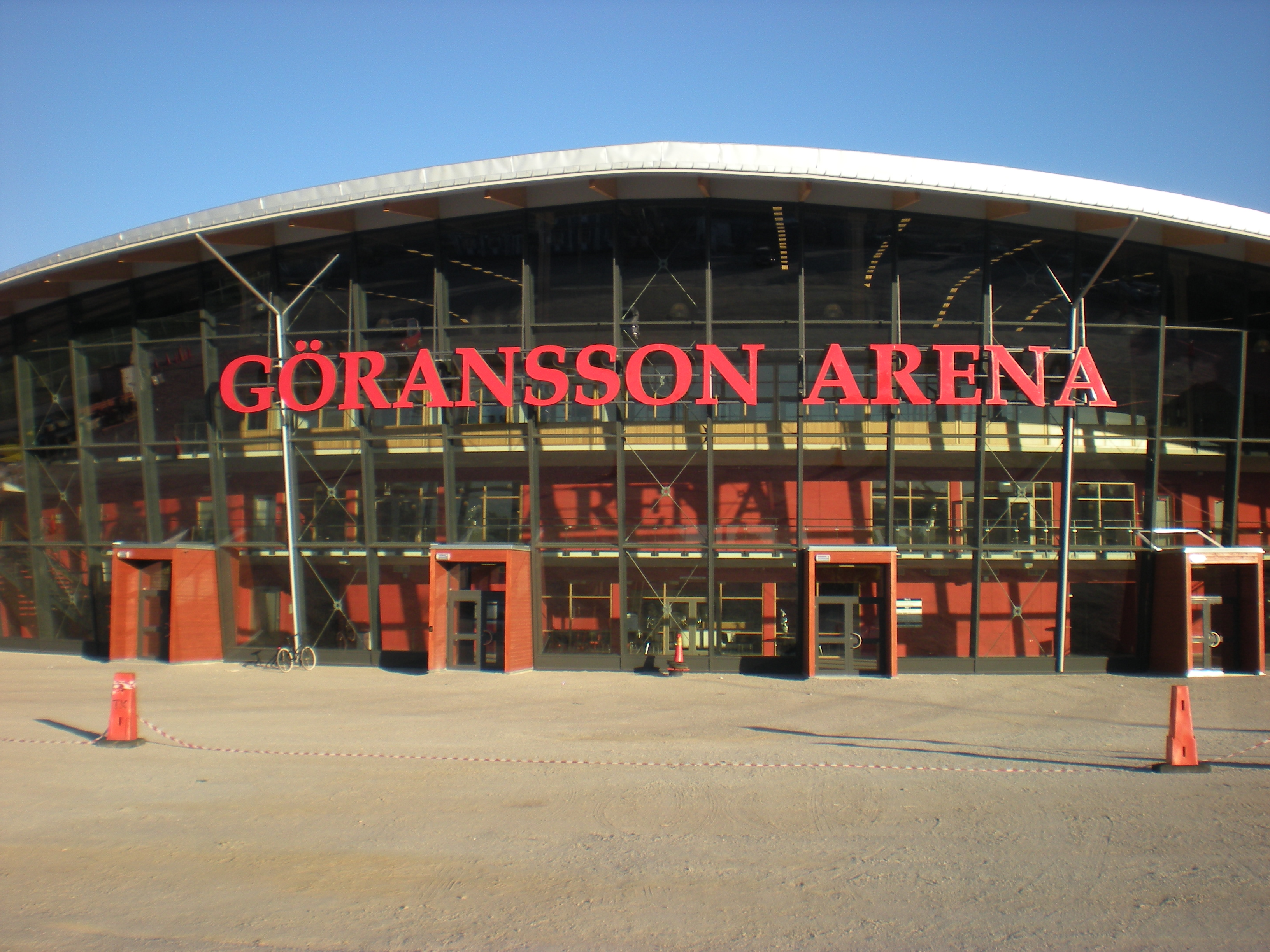
Арена для хоккея с мячом

## Интересные факты
Сандвикен — самый северный город, принимавший матчи чемпионата мира по футболу.